# 梅里尼河岸

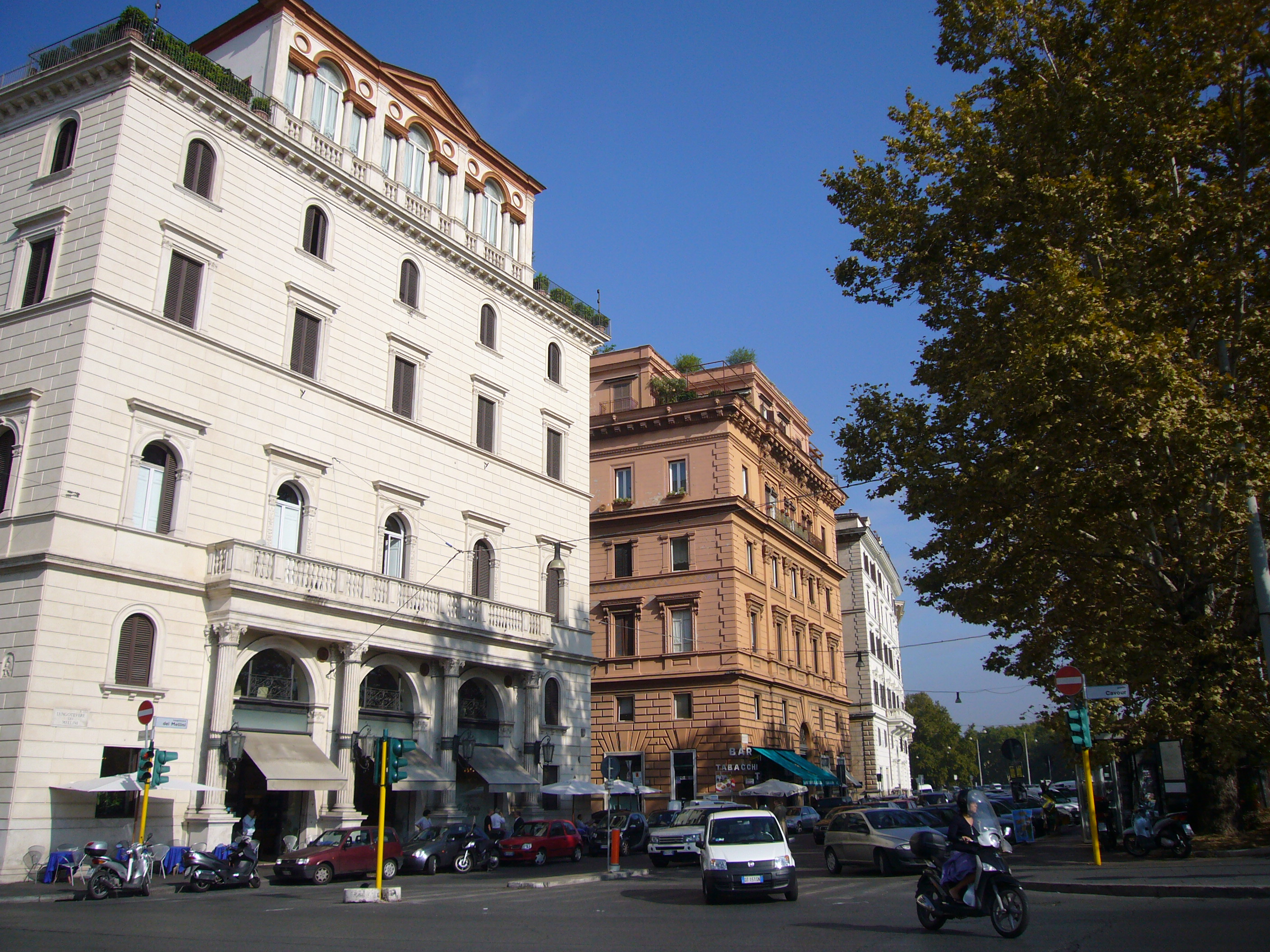

梅里尼河岸（Lungotevere dei Mellini）是意大利罗马普拉蒂区的一段台伯河岸，连接维多利亚科隆纳街与自由广场。
河岸得名于梅里尼家族，他们在蒙蒂区和纳沃纳广场各拥有一幢房子。河岸定名于1887年7月20日。
从河岸可以看到Blumenstihl宫的后立面，其底楼的大拱门和炮塔很容易辨认。这座宫殿位于原阿罕布拉剧院的原址，建于1880年，1902年被火烧毁；剧院是木建筑，因其歌剧表演而广受欢迎。Blumenstihl宫现在是波兰文化协会所在地。